# Hlîbocika, Bila Țerkva
Hlîbocika (în ucraineană Глибочка) este un sat în comuna Pîlîpcea din raionul Bila Țerkva, regiunea Kiev, Ucraina.

## Demografie
Componența lingvistică a localității Hlîbocika
     Ucraineană (97,11%)
     Rusă (2,17%)
     Alte limbi (0,72%)
Conform recensământului din 2001, majoritatea populației localității Hlîbocika era vorbitoare de ucraineană (97,11%), existând în minoritate și vorbitori de rusă (2,17%).